# 曼利夏1890型卡賓槍
1890型連發卡賓槍，又名曼利夏1890型卡賓槍是一款由斐迪南·曼利夏設計的直拉式槍機卡賓槍。 它有著比標準型曼利夏1888型步槍更短的長度，其推出的衍生型主要有三款: 騎兵型卡賓槍，憲兵型卡賓槍和海軍型短步槍。